# Calosota kottiyoorica
Calosota kottiyoorica is een vliesvleugelig insect uit de familie Eupelmidae. De wetenschappelijke naam is voor het eerst geldig gepubliceerd in 2004 door Narendran & Anitha.